# God Put a Smile upon Your Face
"God Put a Smile upon Your Face" er en sang af det engelske alternativ rock-band Coldplay. Den blev skrevet i samarbejde mellem alle bandets medlemmer til deres andet album, A Rush of Blood to the Head. Sangen er bygget op omkring en akustisk og elektrisk guitarlyd, der ledsages af hurtige trommeslag. Sangen blev udgivet 14. juli 2003 som fjerde single fra A Rush of Blood to the Head.
Der blev udgivet regionale versioner på single i Canada, Europa og Australien og en udvidet version i Taiwan. I Storbritannien og USA blev der også udsendt promoveringssingler. Da der kun var promoveringseksemplarer til rådighed, gik singlen kun ind som nummer 100 på singlehitlisten i Storbritannien.

## Baggrund
Mens bandet skrev "God Put a Smile upon Your Face" sagde Coldplay-forsanger Chris Martin: "Det kom sig af at spille live, og at vi gerne ville have noget med lidt mere liv i. Vi syntes virkelig godt om noget af det, kunstnere som PJ Harvey og Muse lavede – noget med lidt mere energi."
Under en gennemgang af numrene på albummet blev bassisten Guy Berryman spurgt om sangens udvikling, og han sagde:

Da vi skulle optage den i studiet, havde vi problemer, fordi der var noget, der ikke var rigtigt ved den, og jeg var ikke glad for, hvor vi havde forladt den og hvor vi var glade for at forlade den, og vi kunne ikke sætte fingeren på hvad det var, så en dag var det en virkelig god dag, hvor Chris og jeg bare prøvede os frem, og jeg prøvede faktisk bare at optage bassen på det tidspunkt, og Chris og jeg sad bare og prøvede at brainstorme og finde ud af, hvad der var galt, og så prøvede jeg et par forskellige baslinjer og den slags. Sammen fandt vi to frem til en slags groove, der kører på den samme tone i stedet for at ændre sig, det er ret teknisk men det gav sangen lidt liv og fik den til at rulle på en mere flydende måde. Før var den lidt mekanisk, og det er faktisk interessant, hvordan sådan en lille ting virkelig kan ændre en hel sangs udtryk. Det var bare fedt, for fra det tidspunkt var sangen et af vores yndlingsnumre, og den havde været tæt på ikke at komme med på pladen, men nu er det et af vores yndlingsnumre.

## Komposition
Sangen indeholder en akustisk og en elektrisk guitarlyd. Sangen starter som en afdæmpet akustisk ballade og bygger så op til et brøl af elektrisk guitar og gradvis kraftigere sang. Sangen indeholder også en hurtig metronomisk trommerytme.
Den første linje af tredje vers henviser til et afgørende øjeblik med en kryptisk reference til Gud: "Now when you work it out, I'm worse than you/Yeah, when you work it out I wanted to/Now, when you work out where to draw the line/Your guess is as good as mine" ("Nu hvor man tænker over det, er jeg slemmere end dig/Ja, når man tænker over det, ville jeg gerne/Nu, hvor du finder ud af hvor du skal trække grænsen/Er dit gæt lige så godt som mit"). Greg Kot fra Chicago Tribune sagde, at teksten "God gave you style and gave you grace," ("Gud gav dig stil og han gav dig ynde") af Martin synges, næsten som om han "katalogiserer de egenskaber, han ville ønske, han havde". Når sangen opføres live, begynder Jonny Buckland med at spille lange guitarriffs, mens Chris Martin spiller akustisk guitar.

## Udgivelse
Coldplay udsendte "God Put a Smile upon Your Face" i Storbritannien den 7. juli 2003. Herefter fulgte udgivelser i USA og Canada den 14. juli 2003. Senere, den 21. juli 2003, blev sangen udgivet i Australien og Taiwan. Da sangen blev udgivet, havde den som B-side sangen "Murder". Singlens cover viser bassist Guy Berryman i et design af den norske fotograf Sølve Sundsbø. Der blev udgivet regionale versioner af singlen i Canada, Europa og Australien samt en udvidet version i Taiwan. I Storbritannien og USA blev der udgivet promoveringssingler.

### Modtagelse
Kritikerne var positivt stemt over for sangen. I Rolling Stones anmeldelse af albummet skrev kritiker Rob Sheffield: "'God Put a Smile Upon Your Face' er det strammeste og bedste nummer, Coldplay nogensinde har lavet." Adrien Begrand fra PopMatters skrev: "Bucklands intro sætter fokus på den mirakuløse 'God Put a Smile on Your Face', og sangens omkvæd når højder, der svarer til bandets landsmænd Doves."
"God Put a Smile upon Your Face" blev udgivet på bandets livealbum, Live 2003. Sangen kan også downloades til computerspillet Guitar Hero III: Legends of Rock. Spillet indeholder også andre Coldplay-sange som "Yellow" og "Violet Hill". Plan B samplede nummeret på sit mixtape "Paint it Blacker" fra 2007. Mark Ronson lavede en coverversion på sit album Version,, som han fremførte live sammen med Adele ved Brit Awards i 2008.

## Musikvideo
Musikvideoen blev udgivet i oktober 2003, og har form som en fortælling. Videoen åbner i sort-hvid og skifter frem og tilbage mellem bandet, der opfører nummeret, og historien om en forretningsmand, der bliver ydmyget og skræmt, da han finder ud af, at han gradvist forsvinder efter at være stødt ind i en mærkelig fremmed uden sko. Forretningsmanden spilles af skuespilleren Paddy Considine. Bandet samarbejdede endnu en gang med instruktør Jamie Thraves, der tidligere havde instrueret bandets tredje video, "The Scientist".

## Sporliste

### International cd
1. "God Put a Smile upon Your Face" – 4:58
2. "Murder" – 5:36

### Australsk cd
1. "God Put a Smile upon Your Face" – 4:58
2. "Murder" – 5:36
3. "Politik" (Live) – 6:44
4. "Lips Like Sugar" (Live) – 4:52

## Hitlister
| Hitliste (2003)                   | Højeste placering |
| --------------------------------- | ----------------- |
| Australiens ARIA-singlehitliste   | 43                |
| Hollands Top 40                   | 38                |
| Letlands singlehitliste           | 13                |
| New Zealands RIANZ-singlehitliste | 35                |
| Polens singlehitliste             | 3                 |